# Commission Internationale Permanente pour l'Epreuve des Armes à Feu Portatives
La Commission internationale permanente pour l'épreuve des armes à feu portatives (Commissione Internazionale Permanente per l'uso e la manutenzione delle armi portatili, comunemente abbreviata in C.I.P.) è un'organizzazione fra Stati il cui compito è definire degli standard di sicurezza sulle armi da fuoco civili. Conta 14 membri, per la maggior parte europei.

## Storia
Già all'inizio del XVI secolo, in alcuni Paesi, erano state rese obbligatorie dimostrazioni e prove, che garantissero la sicurezza delle armi da fuoco destinate ai civili: ad esempio in Stiria (Austria) per effetto di un decreto di Massimiliano I d'Asburgo del 12 settembre 1501, poco più tardi a Londra (Inghilterra), e nel 10 maggio 1672 a Liegi (Belgio) per decreto di Massimiliano Enrico di Baviera.
A quei tempi però non esistevano banchi prova permanenti e tutte le industrie più famose e rinomate dimostravano l'affidabilità dei loro prodotti nella pubblica piazza. Si decise quindi di costruire il banco prove permanente di Liegi. Col tempo strutture analoghe si diffusero in altri paesi industrializzati, fino all'introduzione di certificazioni di sicurezza più moderne.
Nel 1914 queste strutture nazionali avevano raggiunto la capacità tecnica di testare un quantitativo industriale di armi: fu allora che Joseph Fraikin, direttore del banco prove di Liegi dal 1908 al 1946, ebbe l'idea di fondare la Commissione Internazionale Permanente per l'Uso e Manutenzione delle Armi da Fuoco Portatili (la C.I.P. appunto). Gli Stati membri non si imposero subito uno standard di sicurezza riconosciuto a livello internazionale, ma la C.I.P. riuscì progressivamente a stabilire una serie di regole per uniformare le metodologie di lavoro dei banchi prova nazionali degli Stati affiliati, introducendo delle certificazioni di sicurezza comuni.
Nel 1969 una convenzione tra gli allora 13 Stati membri fu siglata, ratificata e convertita in legge nazionale in ogni Stato membro: da allora è obbligatorio in quegli Stati che tutte le armi e le rispettive munizioni sul mercato civile debbano superare i medesimi test di sicurezza secondo standard stabiliti dalla C.I.P, previsione che si applica anche alle industrie di armi di altri Stati interessate ai loro mercati civili. Di fatto, quindi, gli standard di sicurezza a tutela dei consumatori stabiliti dalla C.I.P, che ne è tuttora il garante, si imposero a livello internazionale.

## Finalità della C.I.P.
L'intento della C.I.P. è garantire che ogni arma da fuoco e munizionamento presente sul mercato civile degli Stati membri siano sicuri per l'utilizzatore finale.
Per raggiungere questo scopo:
- tutte le armi e le munizioni destinate ai mercati civili degli Stati associati sono testate da professionisti nei centri accreditati C.I.P. prima della vendita. Le armi da fuoco che superano i test sono vendute complete di certificazione CIP. In ogni Stato membro della C.I.P., un'arma da fuoco non testata in grado di sparare è illegale e non può essere detenuta legalmente da un civile.
- i risultati dei test e i valori della pressione delle polveri nelle cartucce sono consultabili da chiunque, in modo da scongiurare possibili incidenti dovuti a ignoranza dell'uso delle armi da fuoco o del loro munizionamento. Ad esempio, se una persona possedesse un fucile ereditato da un avo, e tale arma avesse a suo tempo superato i test della C.I.P., grazie alle informazioni sul suo munizionamento, il proprietario potrebbe cercare tra i moderni produttori di munizioni le cartucce di potenza corretta, per usarlo in sicurezza; se il proprietario avesse «le competenze e i permessi per farlo legalmente», potrebbe anche assemblare le cartucce da sé, a patto che riuscisse a procurarsi i proiettili, i bossoli e il propellente corretti.

## Stralci della costituente
Il documento Marking Firearms (reperibile tra i collegamenti esterni), rilasciato dalla C.I.P., riporta in maniera dettagliata le norme e gli obiettivi prioritari dell'associazione, le metodologie di funzionamento dei banchi prova dei Paesi membri e le illustrazioni di alcuni marchi di sicurezza.

### I quattro precetti fondamentali
La convenzione C.I.P. prevede le seguenti norme principali:
- reciproco riconoscimento dei marchi di sicurezza di ogni Paese membro, che attestino l'identità delle armi da fuoco e le buone prestazioni nei test eseguiti in conformità con le normative vigenti;
- prove standardizzate in modo da garantirne la sicurezza e il rispetto dei protocolli;
- esistenza in ogni Pese membro di almeno un banco prova nazionale, controllato dallo Stato;
- obbligo legale in ogni Paese membro di effettuare i test secondo le modalità, i limiti e le procedure stabilite dalla convenzione

### I sette obiettivi più importanti

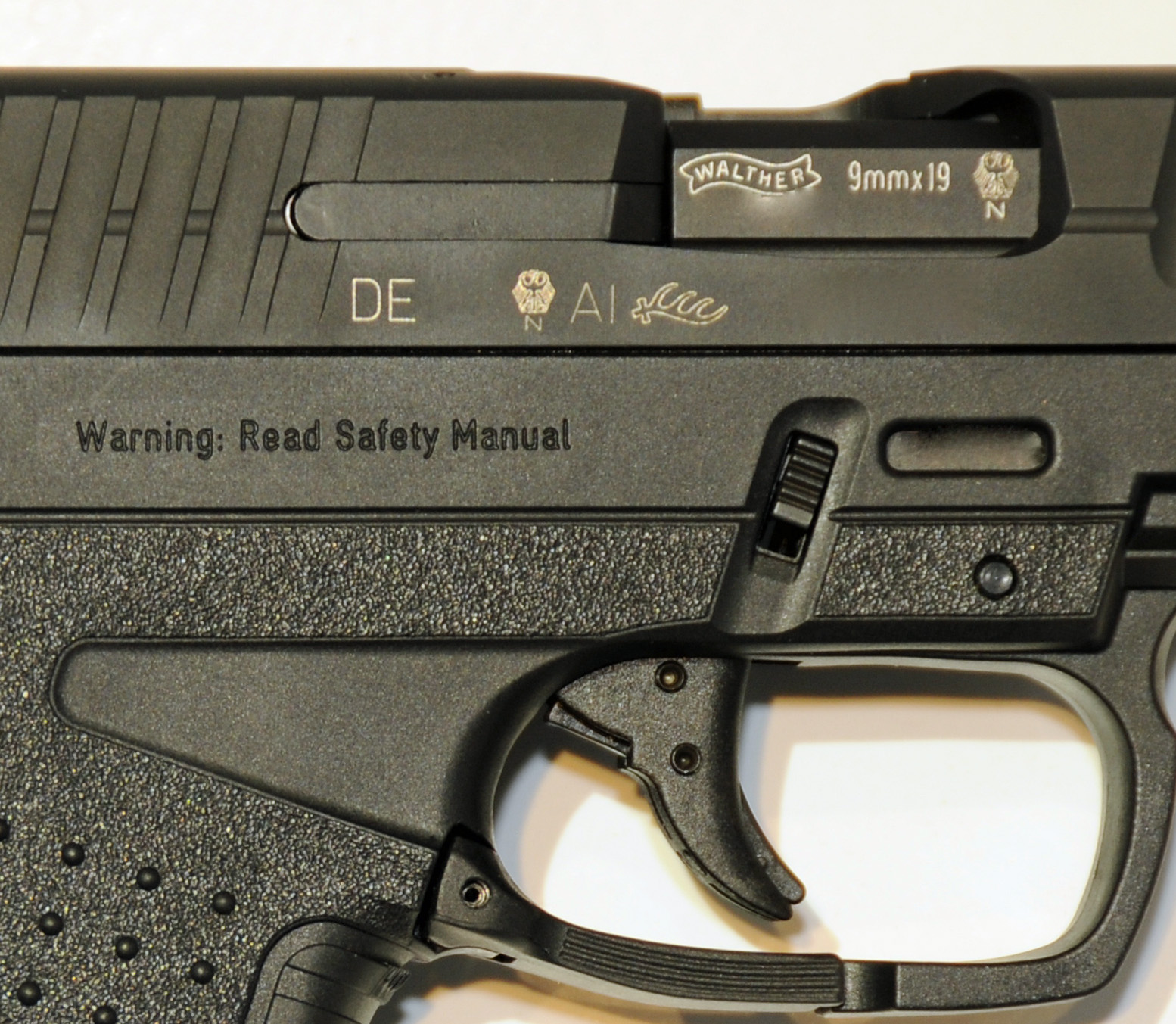
Marchi tedeschi (aquila sopra la N) emessi dal Beschussamt Ulma (accreditato C.I.P. - marchio con i palchi) su una pistola Walther PPS

I principali propositi che la C.I.P. si propone di attuare sono i seguenti:
1. selezionare lo strumento più adatto a misurare la pressione all'interno delle canne nel momento dello sparo, nonché definire le procedure e i metodi di misurazione da usare nei banchi prova ufficiali, al fine di determinare la pressione generata dalle cartucce di prova e da quelle commerciali all'interno delle macchine utensili, come pure nelle armi da caccia, sportive e difensive;
2. stabilire i tipi di procedure che devono essere seguite nei test ufficiali adottati per le armi da fuoco e le macchine utensili, al fine di garantirne la sicurezza a ogni livello;
3. adottare le più moderne tecniche di misurazione per le procedure di prova delle armi e delle munizioni;
4. incoraggiare la standardizzazione delle dimensioni delle camere di sparo e delle relative cartucce, come pure dei metodi di analisi e delle procedure di test delle munizioni;
5. esaminare le leggi e le regolamentazioni stabilite dagli Stati membri riguardanti i test ufficiali per le armi da fuoco e le munizioni;
6. dichiarare che i Paesi membri agiscono in conformità con gli standard dei test, e pubblicare un piano di attuazione dei certificati di sicurezza di tali test di prova, che sarà applicato dai banchi prova ufficiali di questi Paesi;
7. in conformità con il paragrafo 6 di cui sopra, la C.I.P. si propone di ritrattare le proprie dichiarazioni, se necessario, e modificare il piano di attuazione nel caso in cui le condizioni che avevano portato sua alla stesura non siano più valide.

## Stati membri della C.I.P.
Al 2001, gli Stati membri erano:
- Austria
- Belgio
- Cile
- Rep. Ceca
- Finlandia
- Francia
- Germania
- Ungheria
- Italia
- Russia
- Slovacchia
- Spagna
- Regno Unito
- Emirati Arabi Uniti (ultimo affiliato il 9 aprile 2008)